# غاية الابتهاج لمقتفي أسانيد مسلم بن الحجاج
غاية الابتهاج لمقتفي أسانيد مسلم بن الحجاج هو كتاب من تصنيف الشيخ أبي الفيض محمد مرتضى الزبيدي، صاحب كتاب تاج العروس من جواهر القاموس، وهو علامة بعلوم الحديث واللغة العربية والأنساب ومن كبار المصنفين في عصره، ولد عام 1145 هـ/ 1732م، في بلجرام وهي بلدة بالهند ونشأ في زبيد باليمن، ورحل إلى الحجاز، وأقام بمصر، وأصله من مدينة واسط في العراق. وتوفي المرتضى الزبيدي بمرض الطاعون في مصر، عام 1205 هـ، 1790م.

والكتاب من الكتب الإسلامية التي تتناول موضوع أسانيد الحديث النبوي، في صحيح مسلم، لمؤلفه مسلم بن الحجاج.